# 粛川郡
粛川郡（スクチョンぐん）は朝鮮民主主義人民共和国平安南道に属する郡。

## 地理
平安南道西部に位置し、西は黄海に面する。
北に文徳郡・安州市、東に順川市・平城市、南に平原郡と境を接する。

## 行政区域
1邑・1労働者区・20里を管轄する。
| - 粛川邑（スクチョヌプ） - 南陽労働者区（ナミャンノドンジャグ） - 検山里（コムサンニ） - 検興里（コムンニ） - 広川里（クァンチョンニ） - 金豊里（クムプンニ） - 大成里（テソンニ） - 龍徳里（リョンドンニ） - 白巌里（ペガムニ） - 蛇山里（ササンニ） - 松徳里（ソンドンニ） | - 新豊里（シンプンニ） - 双雲里（サンウンニ） - 薬田里（ヤクチョンニ） - 雲井里（ウンジョンニ） - 長興里（チャンフンニ） - 倉東里（チャンドンニ） - 七里（チルリ） - 平山里（ピョンサンニ） - 平和里（ピョンファリ） - ヘビッ里（ヘビンニ） - 興五里（フンオリ） |

## 歴史
朝鮮王朝時代に平安道粛川都護府が置かれ、1895年に粛川郡となったが、1914年に平原郡に併合された。
朝鮮戦争中の1950年10月には、国連軍による大規模な空挺作戦がおこなわれた（粛川・順川の戦い）。1952年、北朝鮮の行政区画改編により平原郡から粛川面・朝雲面・海蘇面・西海面・検山面・東松面が分離され、粛川郡（1邑20里）が編成された。

### 年表
この節の出典
- 1952年12月 - 郡面里統廃合により、平安南道平原郡粛川面・朝雲面・西海面・検山面・東松面・海蘇面および龍湖面の一部地域をもって、粛川郡を設置。粛川郡に以下の邑・里が成立。(1邑21里)
  - 粛川邑・興五里・長興里・龍徳里・検興里・大成里・検山里・平和里・双雲里・白巌里・薬田里・基隠里・新豊里・蘇恩里・蓮花里・広川里・倉東里・七里・蛇山里・松徳里・雲井里・平山里
- 1953年 (1邑21里)
  - 検興里の一部が検山里に編入。
  - 七里の一部が蛇山里に編入。
- 1963年 - 蓮花里が南陽労働者区に昇格。(1邑1労働者区20里)
- 1967年 - 白巌里の一部が龍徳里に編入。(1邑1労働者区20里)
- 1972年 - 白巌里の一部が平和里に編入。(1邑1労働者区20里)
- 1977年 - 蘇恩里がヘビッ里に改称。(1邑1労働者区20里)
- 1982年 - 基隠里が金豊里に改称。(1邑1労働者区20里)

## 交通
- 平義線
  - 粛川駅
- 南洞線
  - 塩田駅 - 万豊駅 - 南洞駅
- 安州炭鉱線南洞支線
  - 南洞駅